# セネガル社会党
セネガル社会党（セネガルしゃかいとう、Parti Socialiste du Sénégal, PSS）は、セネガル共和国の政党である。PSSは1960年の独立から2000年までセネガルの政権与党だった。2000年の大統領選でPSS候補に現職のアブドゥ・ディウフが立ったものの、セネガル民主党のアブドゥライ・ワッドに敗れ、セネガル史上初めて政権を失った。SPPの著名人には前述の第2代大統領ディウフ（在職1981-2000年）のほか、詩人で初代大統領であるレオポルド・セダール・サンゴール（在職1960-1980年）がいた。
PSSは社会主義インターナショナルのメンバーである。2001年4月29日の国民議会選挙でPSSの得票は、得票数の17.4％、120議席中10議席だった。2007年2月25日の大統領選挙に参加し第3位の得票率を得たものの、同年6月3日の国民議会選挙をボイコットしたため、現在は議席を持っていない。